# Massaka Bima
Pour les articles homonymes, voir Bima (homonymie).
Massaka Bima est une localité du Cameroun, située dans l'arrondissement de Mundemba, le département du Ndian et la Région du Sud-Ouest.
Comme pour d'autres localités de la région (comme Lipenja), la grande quantité de forêts attire les compagnies investissant dans l'huile de palme.

## Population
La localité comptait 192 habitants en 1953, 90 en 1968-1969, 80 en 1972, principalement des Bima du groupe Oroko, d'où son nom.
Lors du recensement national de 2005, Massaka Bima comptait 145 habitants.